# Hygrophorus agathosmus
Hygrophorus agathosmus (Fr.) Fr., Epicr. syst. mycol. (Upsaliae): 325 (1838) [1836-1838] è un fungo basidiomicete appartenente alla famiglia Hygrophoraceae.

## Descrizione della specie

### Cappello
4–9 cm, prima arrotondato, campanulato, poi convesso con umbone, in seguito appianato o depresso;
marginesottile, leggermente eccedente, a volte involuto, di colore più chiaro rispetto al resto del cappello;
cuticolaliscia, umida, viscosa, di colore grigio pallido, più scura al centro.

### Lamelle
Leggermente decorrenti, spaziate, intercalate da lamellule, di colore biancastro.

### Gambo
5-8 x 1-1,5 cm, pieno, sodo, cilindrico, lievemente ingrossato alla base, di colore biancastro, decorato con piccoli fiocchi più scuri.

### Carne
Bianca, compatta, immutabile.

## Sapore
Dolciastro a volte amarognolo.

### Odore
Ha odore di mandorle amare.

## Microscopia

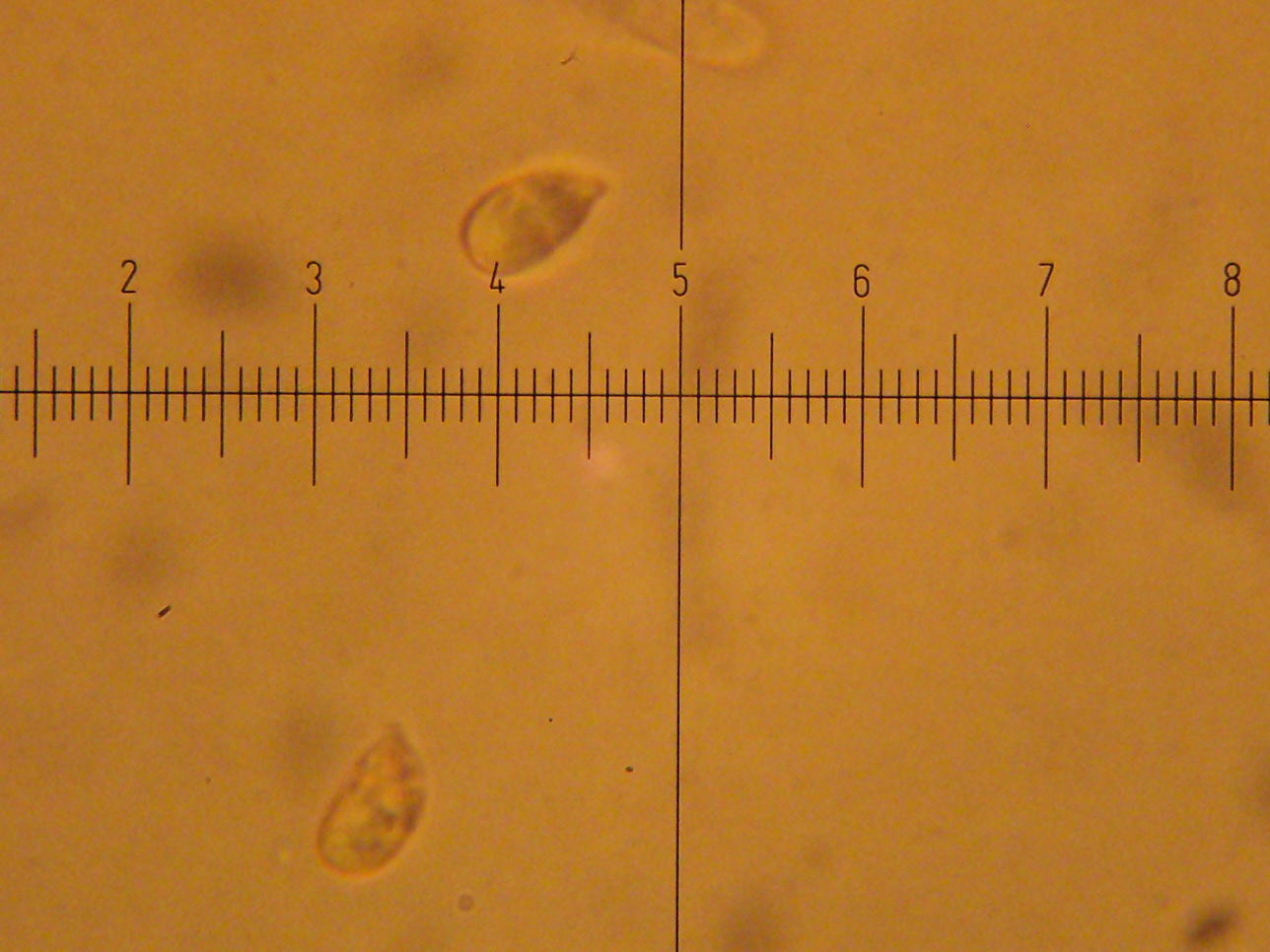
Basidiospore di H. agathosmus al microscopio (x1000)

Sporebianche in massa, 8-10,5 x 4,5-5,5 µm, ellissoidali, lisce e giallastre nel reagente di Melzer.
Basiditetrasporici, 48-65 x 6-8 µm.
Pleurocistidi e cheilocistidiassenti.

## Habitat
È un fungo simbionte. Cresce in estate-autunno, principalmente nei boschi di conifere, a volte in faggete.

## Commestibilità
Anche se riportato come commestibile se ne sconsiglia il consumo.

## Specie simili
- Hygrophorus pustulatus, assomiglia all' H. agathosmus , ma ha un odore meno marcato e il corpo fruttifero più piccolo.[2]
- Hygrophorus occidentalis, che cresce sotto conifere o quercia, ha un gambo appiccicoso e odore di mandorla meno pronunciato.[2][3]
- Hygrophorus marzuolus ha un aspetto simile, ma manca dell'odore caratteristico ed ha spore più piccole.[4]

## Nomi comuni
- (IT)  Igroforo profumato, igroforo odoroso.
- (EN)  Gray almond waxy cap, almond woodwax

## Etimologia
generehygrophorus, dal greco hygros (umido) e dal latino fero (porto), ovvero portatore di umido, per la cuticola viscosa.
specieagathosmus, dal greco  agathòs (buono) e òsmos (odore), ovvero dal buon odore, per il suo odore gradevole.

## Sinonimi e binomi obsoleti
- Agaricus agathosmus Fr., Observ. mycol. (Havniae) 1: 16 (1815)
- Agaricus cerasinus Berk., in Smith, Engl. Fl., Fungi (Edn 2) (London) 5(2): 12 (1836)
- Hygrophorus agathosmus (Fr.) Fr., Epicr. syst. mycol. (Upsaliae): 325 (1838) [1836-1838] f. agathosmus
- Hygrophorus agathosmus f. albus Candusso [as 'alba'], Fungi europ. (Alassio) 6: 104 (1997)
- Hygrophorus agathosmus f. aureofloccosus Bres., Iconogr. Mycol. 7: tab. 320 (1928)
- Hygrophorus agathosmus (Fr.) Fr., Epicr. syst. mycol. (Upsaliae): 325 (1838) [1836-1838] var. agathosmus
- Hygrophorus agathosmus var. aureofloccosus (Bres.) A. Pearson & Dennis, Trans. Br. mycol. Soc. 31(3-4): 163 (1948)
- Hygrophorus agathosmus var. hyacinthinus (Quél.) Krieglst., Die Großpilze Baden-Württembergs, 3. Ständerpilze: Blätterpilze I (Stuttgart): 110 (2001)
- Hygrophorus cerasinus (Berk.) Berk., Outl. Brit. Fung. (London): 197 (1860)
- Hygrophorus hyacinthinus Quél., Enchir. fung. (Paris): 48 (1886)
- Hygrophorus hyacinthinus Quél., Enchir. fung. (Paris): 48 (1886) f. hyacinthinus
- Hygrophorus hyacinthinus f. murinus E. Ludw., Pilzkompendium (Eching) 3: 358 (2012)
- Limacium agathosmum (Fr.) Wünsche, Die Pilze: 116 (1877)
- Limacium pustulatum var. agathosmum (Fr.) P. Kumm., Führ. Pilzk. (Zerbst): 119 (1871)